# Kenneth Whyld
Kenneth Whyld (6 de março de 1926 - 11 de julho de 2003) foi um proeminente autor, colunista e pesquisador britânico do enxadrismo, mais conhecido pela co-autoria (com David Hooper do livro The Oxford Companion to Chess, um trabalho de referência padrão da língua inglesa.
Whyld foi um forte enxadrista amador, participando do Campeonato de Xadrez Britânico em 1956 e vencendo o campeonato do condado de Nottinghamshire, porém fez de sua profissão a tecnologia da informação enquanto escrevia livros de xadrez e pesquisava sua história.
Foi também o autor de outros trabalhos de referência tais como Chess: The Records (1986), um adjunto do Guinness Book of Records e o abrangent The Collected Games of Emanuel Lasker (1998). Também pesquisou alguns assuntos mais obscuros, resultando em trabalhos como  Alekhine Nazi Articles (2002), que trata de artigos supostamente escritos por Alekhine em favor do Partido Nazista e as bibliografias Fake Automata in Chess (1994) e Chess Columns: A List (2002). De 1978 até sua morte, Whyld escreveu a coluna Quotes and Queries (traduzido livremente como "Citações e Perguntas") para a revista britânica de xadrez.